# 綱島

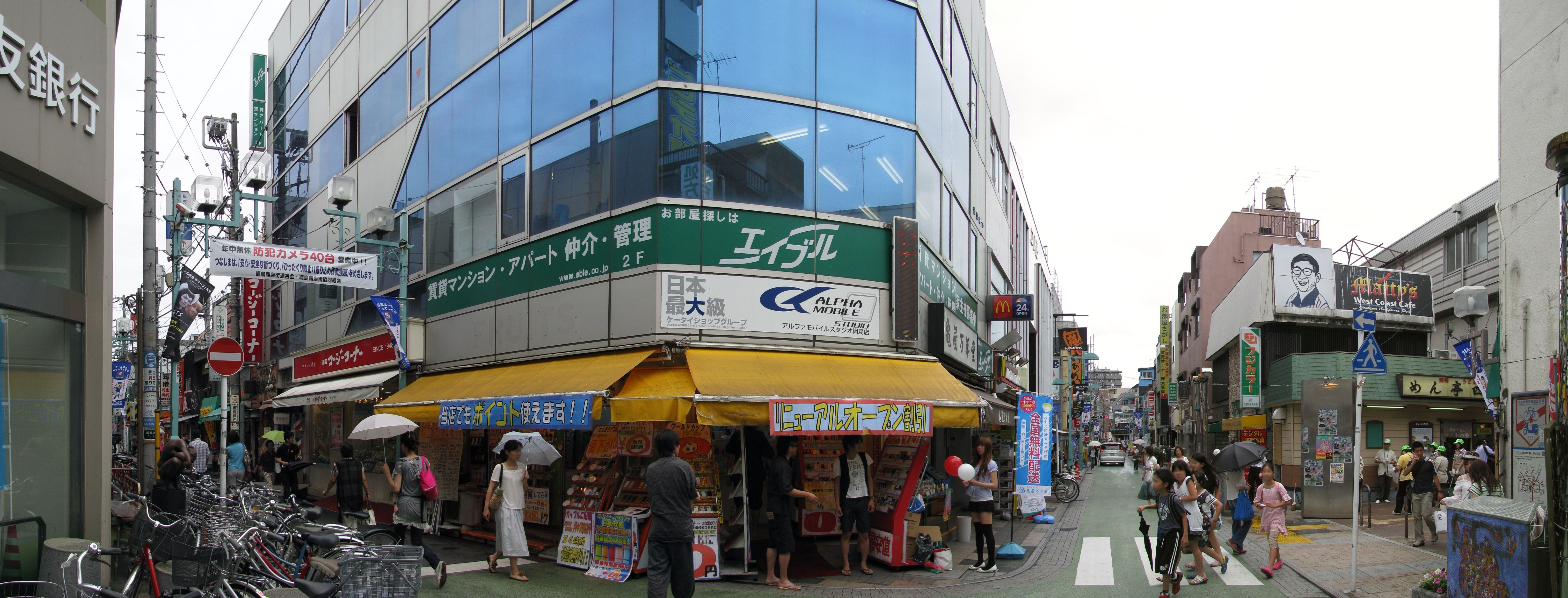
綱島（2010年6月撮影）

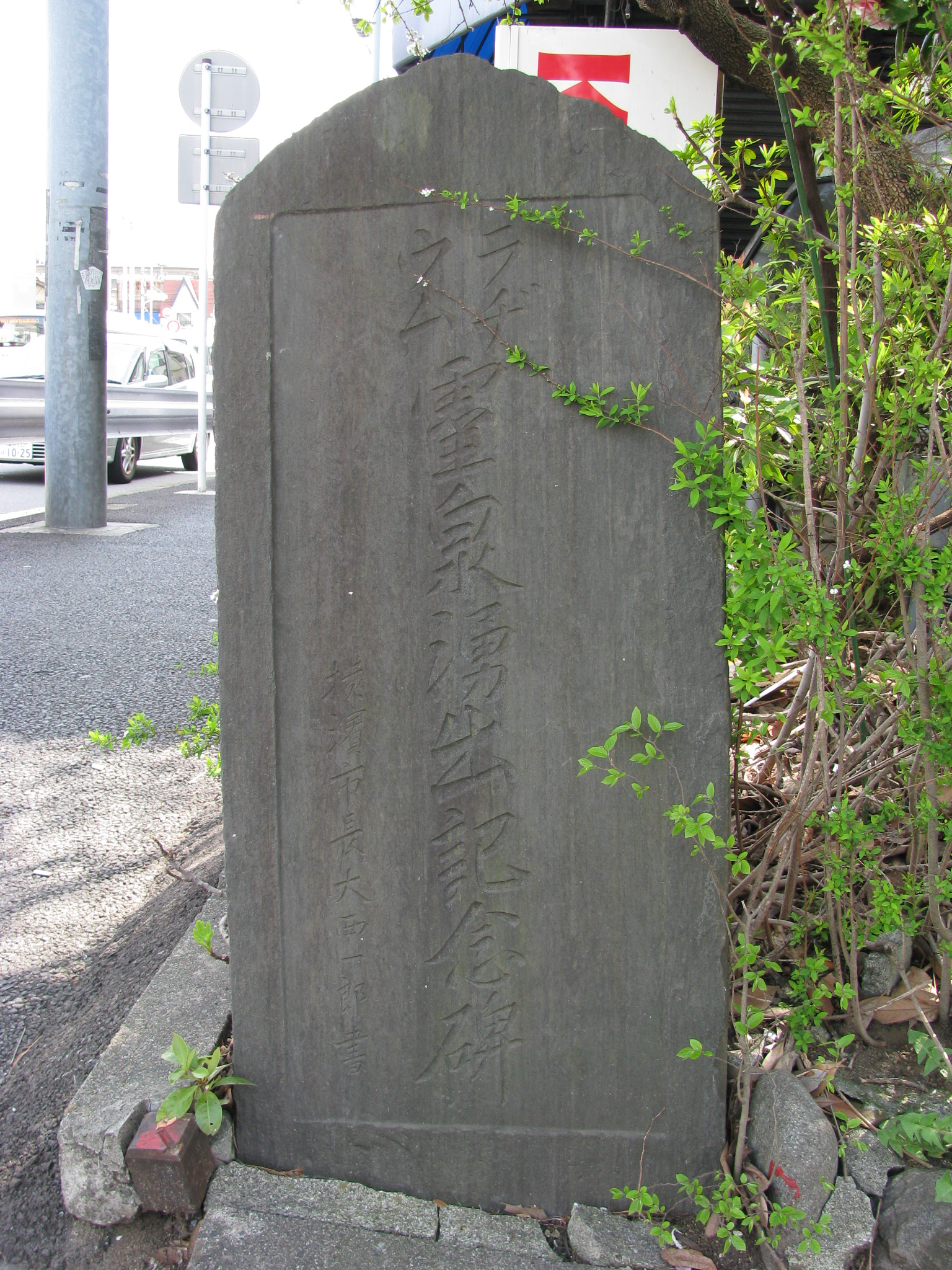
ラヂウム霊泉湧出記念碑
（2010年4月撮影）

綱島（つなしま）は、神奈川県横浜市港北区の地域名。現行行政地名は綱島上町、綱島台、綱島西、綱島東。現在は主に住宅街となっているが、かつては東京近郊の温泉街「綱島温泉」として知られた。

## 概要
横浜市北部に広がる鶴見川左岸の沖積平野に位置し、海抜はおよそ4 - 5mである。
東急東横線の綱島駅は綱島西一丁目に、東急新横浜線の新綱島駅は綱島東一丁目にそれぞれ所在する。綱島東三・四丁目と五・六丁目の間には東海道新幹線の高架が通過し、鶴見川が綱島東一・五・六丁目の南東側を流れる。
駅の北西側には、平野内に孤立した標高約30メートルの独立丘陵「綱島台」が所在し、上部は一部宅地化されているが自然林を多く残し、綱島公園・綱島市民の森として整備され、市民の憩いの場となっている。
1914年（大正3年）に温泉（鉱泉）が出てから1970年代後半までは綱島温泉と呼ばれた温泉街であった。また、横浜北部随一の商業地区として発展し、戦前までは製氷も盛んであった。
日本全国で知られた桃である「日月桃」の大産地でもあり、綱島台東側の、綱島神明社がある高台は「桃雲台」とも呼ばれ、この桃畑を一面に眺めることができた。しかし、周辺の宅地化などにより温泉施設や桃の栽培農家はごく僅かしか残っていない。
かつては社用族の御用達として、また身近な観光地として栄えた綱島温泉郷も、新幹線や高速道路の開通など交通機関の発達もあり次第に寂れ、また、高度経済成長期以降の東京都市圏の拡大に伴い住宅の需要が高まったこともあり、1990年代までにはそのほとんどがマンション・商業ビル・駐車場などへ転換した。
2023年3月18日には、綱島駅から約200m東の綱島東一丁目の地下に、東急新横浜線の新綱島駅が開業した。

### 地名の由来
「ツナシマ」とは「津の島」すなわち、中州、州の中の島、湿地に浮かぶ島、という意味であると言われる。これは地区が南側の鶴見川、東側の早渕川に挟まれている地域であること、あるいは、かつて鶴見川または早渕川にあった中州が「ツナシマ」と呼ばれ、それがその周辺地域を指す言葉になったことによるものとされる。
他説として、「ツナシマ」とは「連なり島（つらなりしま）」の意であり、かつて鶴見川が東京湾の奥深い入江となっていた時代に、現在の綱島台（綱島公園、綱島神明社、綱島諏訪神社となっている高台）が、複数の島となっていた様子から名付けられたとも言われる。なお、神明社と諏訪神社の高台は綱島街道の開発によって分断されているが、かつては地続きで一つの丘陵となっていた。

## 沿革
- 江戸時代：武蔵国橘樹郡の南綱島村および北綱島村であり、天領（幕府直轄地）の農村であった。鶴見川の氾濫に絶えず悩まされ、堤防の上積みを巡り近隣各村との争いも絶えなかった。両村とも水難村のため東海道神奈川宿の定助郷にはならず、加助郷に序していた。この他保土ヶ谷宿の掃除役・普請の人足提供を行っていたが、幕末には神奈川宿の助郷村となっていた。
- 1872年（明治5年）10月10日：大区小区制に伴い、橘樹郡南綱島村と北綱島村は樽村・大曽根村・太尾村・箕輪村と共に神奈川県第3大区7小区となる。
- 1878年（明治11年）7月22日：郡区町村編制法に伴い、元の橘樹郡南綱島村と北綱島村に戻る。
- 1889年（明治22年）4月1日：町村制施行に伴い、南綱島村および北綱島村の2村は樽村・大曽根村・太尾村・大豆戸村・菊名村・篠原村の周辺各村と合併して大綱村が成立。旧村域に大字を置き、旧村名を大字名としたため、綱島地区には南綱島・北綱島の2大字が置かれた。
- 1914年（大正3年）：地元の人が井戸を掘ったところ赤い水が湧いたため調べた結果、温泉と分かりラジウム温泉と認められる。この場所は、現在の綱島駅から鶴見川を越えた港北区樽町である（綱島温泉の項も参照）。
- 1917年（大正6年）：最初の銭湯が開業する。
- 1926年（大正15年）2月14日：東京横浜電鉄（現在の東急電鉄）東横線が開通に伴い綱島温泉駅が開業し、駅前に同社が建設したラジウム温泉の温泉浴場ができる。また、駅周辺は分譲地として売り出された。
- 1927年（昭和2年）4月1日：橘樹郡大綱村は横浜市に編入され、大字南綱島・北綱島を廃し、新たに南綱島町・北綱島町の2町が置かれた。この2町は同年10月1日の区制実施の際に神奈川区に編入された。
- 1929年（昭和4年）：東京横浜電鉄による乗合バス（現在の東急バス）が綱島街道上を東神奈川駅まで運行される。
- 1931年（昭和6年）：鶴見臨港鉄道が鶴見駅西口まで、また、個人の池田利一が千年（現在の川崎市高津区千年）までの乗合バス路線を相次いで運行した。
- 1930年代中頃：急激に宅地化・工業化が進み、農村から都市へと変化していった。それまでの桃栽培や養蚕が主産業であった綱島地区であるが、駅前を中心に温泉街が形成されるなど徐々に市街化される。
- 1933年（昭和8年）：ラヂウム霊泉湧出記念碑建立。
- 1939年（昭和14年）4月1日：都筑郡各町村の横浜市編入による港北区新設に伴い、綱島地区は神奈川区から港北区に編入される。
- 1947年（昭和22年）3月12日：早渕川の向かいに位置する飛び地に綱島上町を設置。
- 1949年（昭和24年）：南綱島町、北綱島町より綱島町を新設し4町になる。いずれも耕地整理事業によるもので、新吉田町・日吉町・箕輪町の各町と境界変更を行った。
- 1951年（昭和26年）4月1日：綱島4か町を校区とした横浜市立綱島小学校が開校（大綱小学校より分離独立）[2]。
- 1962年（昭和37年）3月1日：鶴見区駒岡町字新川向の一部を南綱島町字新田耕地に編入し、周囲と共に東急不動産の手により「南綱島住宅」として売り出された。
- 1971年（昭和46年）：綱島郵便局が港北郵便局より分離して集配局として開局し、港北区の鶴見川以北を管轄する。同年9月1日、横浜市立綱島東小学校が開校（綱島小学校より分離独立）[3]。
- 1973年（昭和48年）6月11日：住居表示が実施され、綱島町・南綱島町・北綱島町を廃し、新たに綱島東一 - 六丁目、綱島西一 - 六丁目、綱島台の各町が設置される。これはこれまでの3町の境界が複雑に入り組んでおり、また飛び地も多く混在し合っていた事から東急東横線を境に東西に分け、また、台地は綱島台として別個に新設したもの。この時、樽町の鶴見川北岸にあった飛び地も編入している。
  - 綱島東一丁目 南綱島町および北綱島町の各一部、樽町字堤外の飛地
  - 綱島東二丁目 南綱島町の一部および北綱島町飛地
  - 綱島東三丁目 綱島町、南綱島町の各一部
  - 綱島東四丁目 綱島町の一部および北綱島町飛地
  - 綱島東五丁目 綱島町、南綱島町の各一部、北綱島町飛地
  - 綱島東六丁目 綱島町、南綱島町の各一部および北綱島町、樽町字堤外の飛地
  - 綱島西一丁目 南綱島町の一部および北綱島町飛地
  - 綱島西二丁目 綱島町、南綱島町の各一部および北綱島町飛地
  - 綱島西三丁目 綱島町、南綱島町の各一部および北綱島町飛地
  - 綱島西四丁目 綱島町、北綱島町の各一部および新吉田町字具々田の飛地
  - 綱島西五丁目 綱島町、北綱島町の各一部
  - 綱島西六丁目 綱島町、北綱島町の各一部および南綱島町飛地
  - 綱島台 南綱島町、北綱島町の各一部（相互の飛地を含む）
- 1977年（昭和52年）12月1日：綱島西五丁目17番街区の一部を同町14番街区に編入。
- 1978年（昭和53年）4月1日：横浜市立北綱島小学校が開校（綱島小学校・日吉南小学校の校区より設置）。
- 2018年（平成30年）3月26日：「Tsunashima サスティナブル・スマートタウン」まちびらき記念式典を開催[4][5]。
- 2023年（令和5年）3月18日：東急新横浜線新綱島駅が開業。

## Tsunashima サスティナブル・スマートタウン
2011年に閉鎖された綱島東四丁目のパナソニック綱島事業所の跡地（敷地面積37,900平方メートル）には、次世代都市型スマートシティ事業「Tsunashima サスティナブル・スマートタウン」（以下「Tsunashima SST」）が都市再開発された。パナソニックが主導するスマートシティ・プロジェクトで、藤沢市の「Fujisawa サスティナブル・スマートタウン（Fujisawa SST）」に続いて2例目となる。
1960年（昭和35年）以来、Tsunashima SSTの敷地には、松下通信工業（現・パナソニック モバイルコミュニケーションズ）の本社・工場が存在し、2003年（平成15年）のパナソニックグループ再編を経て最終的にパナソニック システムネットワークス（現・パナソニック システムソリューションズ ジャパン）の綱島事業場となったが、2011年（平成23年）3月末に閉鎖された。
Tsunashima SSTは、綱島街道（神奈川県道2号東京丸子横浜線）と日吉元石川線（神奈川県道102号荏田綱島線）が交わる北綱島交差点に面し、2018年（平成30年）3月26日にまちびらき記念式典が行われた。
ユニーのショッピングセンター「アピタテラス横浜綱島」、米Appleの研究開発施設、野村不動産によるマンションや保育施設、パナソニックが水素エネルギーの活用施設などを建設し、2017年中に竣工している。
Tsunashima SSTでは次世代スマートシティとして、CO2排出量40%削減、生活用水使用量30%削減、新エネルギー利用率30%以上という目標を掲げており、事業の中心となる当ショッピングセンターでは太陽光パネルの設置、駐車場にカーシェアリングを設置、余剰排熱を利用した空調、冷媒にフロンを使用せず、二酸化炭素を使用した次世代型冷蔵ケース（アピタ横浜綱島店）、節水用トイレを設置するなど環境に配慮された施設になっている。
また、Tsunashima SSTの防災拠点として、災害時用のマンホールトイレや炊き出し用のかまどベンチを整備している。
主な施設
- ユニーの大型商業施設であるアピタテラス横浜綱島[10][11]
- 野村不動産とMID都市開発による集合住宅[11]
- 米国Appleの研究開発施設「Apple YTC（横浜テクノロジーセンター）」[注 2][11][13][14][15][16][17][18][19]
- 水素ステーション（ショールーム「スイソテラス」併設）[20][21]

## 小字・地域名

### 小字
明治以降のもの。南綱島町と北綱島町で共有していた。
- 表前耕地 現在の綱島東一 - 三丁目
- 広町耕地 現在の綱島東二・四丁目、綱島西六丁目、綱島台
- 下前耕地 現在の綱島東三・六丁目
- 葭場耕地 現在の綱島東四・五丁目
- 新田耕地 現在の綱島東五丁目、鶴見区駒岡五丁目
- 別所耕地 現在の綱島東一丁目、綱島西一 - 四丁目、綱島台
- 北前耕地 現在の綱島西五・六丁目、綱島台、綱島上町
- 三歩野耕地 現在の綱島上町

### 地域名
組名ともいう。
- 中村 現在の綱島駅一帯
- 北中村（ネゴラ） 綱島公園東側
- 別所 綱島公園西側
- 下（下組） 綱島東小学校付近
- 大北谷 北綱島小学校付近
- 中北谷 綱島西六丁目・広町一帯

### この他の旧地名
- 橋場 大綱橋北詰
- 河岸 綱島東一丁目 ピーチゴルフセンター付近
- 精進場 綱島東一・六丁目 新幹線ガード辺
- 宮田 綱島東一・三丁目 綱島東小学校南際
- 代官免 綱島東三・五丁目 新幹線ガード辺
- 金山 綱島東六丁目
- 吐尻 綱島東六丁目 樽綱橋北詰
- 新墾（あらく） 綱島東六丁目 東京電力変電所
- 江川（枝川） 綱島東五丁目 綱島変電所バス停付近
- 小杉 綱島東五丁目 南綱島住宅付近
- 神田 綱島東五丁目 綱島SST裏
- 御嶽前 綱島東二丁目 旧横浜南綱島郵便局付近
- きやしき 綱島東二丁目7 - 8番付近の古道沿い

- 温泉町 綱島西一丁目　19-24番辺
- 上田 綱島西一丁目 川崎信用金庫付近
- 寺前 綱島西一丁目 綱島駅西口一帯
- 六反前 綱島西四丁目 綱島郵便局付近
- 高田前 綱島西五丁目 旧ナイガイ工場付近
- 八反前 綱島西五・六丁目 北綱島小学校付近
- 田中 綱島西六丁目 長福寺幼稚園付近
- 野ノ前 （現在地不詳）
- 大帒（大袋） 綱島東五丁目 南綱島住宅付近
- 小帒（現在地不詳）

## 名所・旧跡
- 綱島古墳：綱島台1所在。綱島台の最高部、綱島公園内に所在する5世紀後半の古墳。市指定文化財（史跡）に指定されている。
- 飯田家住宅：綱島台17-5所在。北綱島村の名主を代々務めた飯田家の旧宅。市指定有形文化財（建造物）に指定されている。

## その他
- 作家・綱島理友のペンネームの由来である。綱島在住だったことによる。
- タマちゃん騒動の際は、大綱橋畔までタマちゃんが来ていた。
- 林家三平が新婚旅行に訪れた。
- 三橋美智也が下積み時代、東京園でボイラーマンをしていたことがある。
- ガク（真空ジェシカ）、ふかわりょう、白川裕二郎（純烈）の出身地である。